# Llanura de Usangu
La llanura de Usangu es una llanura del centro-sur de Tanzania. Recibe su nombre del pueblo Sangu.

## Geografía
La llanura de Usangu tiene una superficie de 15.500 km². Se extiende de noreste a suroeste, limitada al sur por los montes Udzungwa y por la cordillera Kipengere al suroeste. Entre ambas cordilleras se abre al sur la brecha de Makambako. Al norte, los montes Mbeya se elevan abruptamente hacia el noroeste, y las tierras altas del bajo Lupa hacia el este. Más al este, la escarpa de Usangu se hace menos evidente y la llanura se convierte en la meseta del centro de Tanzania.
La llanura está drenada por el río Gran Ruaha y sus afluentes.

## Geología
La llanura de Usangu es la rama oriental del Rift de África Oriental. La escarpa de la falla de Usangu recorre el borde norte de la llanura, donde las montañas de Mbeya y las tierras altas de Lupa se unen a la llanura. La escarpa de la falla de Chimala marca el borde sur de la cuenca de Usangu, definiendo el borde norte de las montañas Kipengere y Udzungwa

## Ecología
La mayor parte de la región se encuentra en la ecorregión de matorrales y matorrales del sur de Acacia-Commiphora, con extensos pastizales salpicados por bosques de árboles de Acacia y Commiphora.  Hay áreas de bosques de miombo a lo largo del extremo sur de la llanura, en las laderas más bajas de las mesetas y la brecha de Makambako.
El gran río Ruaha forma extensos humedales, algunos estacionales, en medio de la llanura.
El parque nacional Ruaha ocupa la parte oriental y central de la llanura.

## Gente
Hasta la década de 1960, los sangu eran mayoritariamente pastores y pastoreaban el ganado en la llanura con una forma de propiedad comunal de la tierra. Los sangu se concentraban en la parte sur de la llanura, más apta para el pastoreo de ganado. En la década de 1960, el gobierno tanzano organizó un proyecto de irrigación y desarrolló tres grandes explotaciones de arroz en la llanura, regadas por arroyos procedentes de las montañas occidentales. Algunas de las antiguas tierras de pastoreo comunales han pasado a estar bajo el control del Estado. Ahora muchos sangu se ganan la vida con la agricultura. Muchos habitantes de otros lugares de Tanzania se han trasladado a la región para cultivar o pastorear el ganado